# Локалита Продутива Вја Меучи (Венеција)
Локалита Продутива Вја Меучи (итал. Località Produttiva Via Meucci) је насеље у Италији у округу Венеција, региону Венето.
Према процени из 2011. у насељу је живело 14 становника. Насеље се налази на надморској висини од 1 м.